# Pseudorhopus
Pseudorhopus is een geslacht van vliesvleugeligen uit de familie Encyrtidae. De wetenschappelijke naam van dit geslacht is voor het eerst geldig gepubliceerd in 1926 door Philip Hunter Timberlake.

## Soorten
Het geslacht Pseudorhopus omvat de volgende soorten:
- Pseudorhopus fuscus (Girault, 1912)
- Pseudorhopus hartmani Timberlake, 1926
- Pseudorhopus testaceus (Ratzeburg, 1848)